# Пужевич, Ольга Васильевна
Ольга Васильевна Пужевич (род. 17 мая 1983 года в Минске) — белорусская гимнастка, серебряный призёр Олимпийских игр 2000 года по художественной гимнастике в групповом многоборье. Заслуженный мастер спорта Республики Беларусь (2000).
После Олимпийских игр завершила спортивную карьеру. Выступала в спортивном шоу на океанском лайнере. С 2005 по 2009 год проживала и работала в Швеции с мужем. Воспитывает сына (2005 г.р.), работает тренером.